# Arrondissement de Commercy
L'arrondissement de Commercy est une division administrative française, située dans le département de la Meuse et la région Grand Est.

## Composition

### Découpage cantonal depuis 2015
Liste des 3 cantons de l'arrondissement de Commercy :
- canton de Commercy ;
- canton de Saint-Mihiel ;
- canton de Vaucouleurs.

### Découpage communal depuis 2015
Depuis 2015, le nombre de communes des arrondissements varie chaque année soit du fait du redécoupage cantonal de 2014 qui a conduit à l'ajustement de périmètres de certains arrondissements, soit à la suite de la création de communes nouvelles. Le nombre de communes de l'arrondissement de Commercy est ainsi de 136 en 2015 et 135 en 2019.
Au 1er janvier 2024, l'arrondissement groupe les 135 communes suivantes :
1. Abainville
2. Amanty
3. Apremont-la-Forêt
4. Badonvilliers-Gérauvilliers
5. Bannoncourt
6. Baudrémont
7. Belrain
8. Beney-en-Woëvre
9. Bislée
10. Boncourt-sur-Meuse
11. Bonnet
12. Bouconville-sur-Madt
13. Bouquemont
14. Bovée-sur-Barboure
15. Boviolles
16. Brixey-aux-Chanoines
17. Broussey-en-Blois
18. Broussey-Raulecourt
19. Burey-en-Vaux
20. Burey-la-Côte
21. Buxières-sous-les-Côtes
22. Chaillon
23. Chalaines
24. Champougny
25. Chassey-Beaupré
26. Chauvoncourt
27. Chonville-Malaumont
28. Commercy
29. Courcelles-en-Barrois
30. Courouvre
31. Cousances-lès-Triconville
32. Dagonville
33. Dainville-Bertheléville
34. Delouze-Rosières
35. Demange-Baudignécourt
36. Dompcevrin
37. Dompierre-aux-Bois
38. Épiez-sur-Meuse
39. Erneville-aux-Bois
40. Euville
41. Frémeréville-sous-les-Côtes
42. Fresnes-au-Mont
43. Geville
44. Gimécourt
45. Girauvoisin
46. Gondrecourt-le-Château
47. Goussaincourt
48. Grimaucourt-près-Sampigny
49. Han-sur-Meuse
50. Heudicourt-sous-les-Côtes
51. Horville-en-Ornois
52. Houdelaincourt
53. Jonville-en-Woëvre
54. Kœur-la-Grande
55. Kœur-la-Petite
56. Lachaussée
57. Lacroix-sur-Meuse
58. Lahaymeix
59. Lahayville
60. Lamorville
61. Laneuville-au-Rupt
62. Lavallée
63. Lérouville
64. Levoncourt
65. Lignières-sur-Aire
66. Longchamps-sur-Aire
67. Loupmont
68. Maizey
69. Marson-sur-Barboure
70. Mauvages
71. Maxey-sur-Vaise
72. Mécrin
73. Méligny-le-Grand
74. Méligny-le-Petit
75. Ménil-aux-Bois
76. Ménil-la-Horgne
77. Montbras
78. Montigny-lès-Vaucouleurs
79. Montsec
80. Naives-en-Blois
81. Nançois-le-Grand
82. Neuville-en-Verdunois
83. Neuville-lès-Vaucouleurs
84. Nicey-sur-Aire
85. Nonsard-Lamarche
86. Ourches-sur-Meuse
87. Pagny-la-Blanche-Côte
88. Pagny-sur-Meuse
89. Les Paroches
90. Pierrefitte-sur-Aire
91. Pont-sur-Meuse
92. Rambucourt
93. Ranzières
94. Reffroy
95. Richecourt
96. Rigny-la-Salle
97. Rigny-Saint-Martin
98. Les Roises
99. Rouvrois-sur-Meuse
100. Rupt-devant-Saint-Mihiel
101. Saint-Aubin-sur-Aire
102. Saint-Germain-sur-Meuse
103. Saint-Joire
104. Saint-Julien-sous-les-Côtes
105. Saint-Maurice-sous-les-Côtes
106. Saint-Mihiel
107. Sampigny
108. Saulvaux
109. Sauvigny
110. Sauvoy
111. Sepvigny
112. Seuzey
113. Sorcy-Saint-Martin
114. Taillancourt
115. Thillombois
116. Tréveray
117. Troussey
118. Troyon
119. Ugny-sur-Meuse
120. Vadonville
121. Valbois
122. Varnéville
123. Vaucouleurs
124. Vaudeville-le-Haut
125. Vaux-lès-Palameix
126. Vigneulles-lès-Hattonchâtel
127. Vignot
128. Ville-devant-Belrain
129. Villeroy-sur-Méholle
130. Villotte-sur-Aire
131. Void-Vacon
132. Vouthon-Bas
133. Vouthon-Haut
134. Woimbey
135. Xivray-et-Marvoisin

## Démographie
En 2022, l'arrondissement comptait 41 926 habitants.
| 1968   | 1975   | 1982   | 1990   | 1999   | 2006   | 2011   | 2016   | 2021   |
| ------ | ------ | ------ | ------ | ------ | ------ | ------ | ------ | ------ |
| 48 023 | 45 082 | 44 155 | 44 357 | 43 845 | 44 995 | 44 798 | 43 511 | 42 088 |

| 2022   | - | - | - | - | - | - | - | - |
| ------ | - | - | - | - | - | - | - | - |
| 41 926 | - | - | - | - | - | - | - | - |

## Sous-préfets
L'administration de l'arrondissement est confiée à un sous-préfet.
| Période          | Période          | Identité          | Fonction précédente          | Observation                                                         |
| ---------------- | ---------------- | ----------------- | ---------------------------- | ------------------------------------------------------------------- |
| 27 novembre 2020 | 25 novembre 2022 | Camille Guéneau   | Administratrice territoriale |                                                                     |
| 29 décembre 2022 | 8 avril 2023     | Odile Nacibide    |                              |                                                                     |
| 8 avril 2023     | 28 mai 2025      | Pierre-Yves ARGAT |                              | Nommé sous-préfet, directeur de cabinet du préfet de la Haute-Corse |
| 10 juillet 2025  | En cours         | Éric Le Roux      | Administrateur territorial   |                                                                     |